# Gatunguru (vattendrag i Burundi, Rutana)
Gatunguru är ett vattendrag i Burundi.   Det ligger i provinsen Rutana, i den centrala delen av landet, 90 kilometer sydost om huvudstaden Bujumbura.
Omgivningarna runt Gatunguru är huvudsakligen savann. Runt Gatunguru är det ganska tätbefolkat, med 185 invånare per kvadratkilometer.